# هانس نيلسون
هانس نيلسون (7 نوفمبر 1941 - ) هو لاعب كرة قدم سويدي في مركز الوسط. شارك مع منتخب السويد تحت 23 سنة لكرة القدم ومنتخب السويد لكرة القدم. أما مع النوادي، فقد لعب مع أيك سولنا ونادي برومابويكارنا ونادي يورغوردينس وVallentuna BK ‏ ورفاق ستوكهولم ‏ ونادي سيريوس ‏.

## وصلات خارجية
- هانس نيلسون على موقع قاعدة بيانات كرة القدم.إي يو (الإنجليزية)
- هانس نيلسون على موقع ناشيونال فوتبول تيمز (الإنجليزية)